# Aiguaviva
Aiguaviva es un municipio de la comarca del Gironés, en la provincia de Gerona, Cataluña, situado al oeste de la comarca y en el límite con la de la Selva. 

## Geografía
Integrado en la comarca del Gironés, se sitúa a 9 kilómetros de la capital provincial. El término municipal está atravesado por la Autopista del Mediterráneo (AP-7) y por la Autovía del Nordeste (A-2) en el pK 708, además de por la carretera GI-533 que permite la conexión con Gerona y Viloví de Oñar. 
El relieve del municipio es predominantemente llano, si bien, al norte de la riera de Masrocs, empieza a ascender de forma progresiva. La altitud oscila entre los 118 metros cerca del aeropuerto de Gerona-Costa Brava, y los 196 metros al norte, en el monte de Sant Roc. El pueblo se alza a 169 metros sobre el nivel del mar. 
| Noroeste: Bescanó                  | Norte: Vilablareix  | Noreste: Vilablareix            |
| Oeste: Bescanó                     |                     | Este: Fornells de la Selva      |
| Suroeste: Bescanó y Viloví de Oñar | Sur: Viloví de Oñar | Sureste: Riudellots de la Selva |

## Demografía
Aiguaviva cuenta con una población de 802 habitantes (INE 2024).
| Gráfica de evolución demográfica de Aiguaviva entre 1842 y 2021                                                                                                |
| |
| Población de derecho según los censos de población del INE Población de hecho según los censos de población del INEEn este censo se denominaba Ayguaviva: 1842 |

## Economía
Agricultura de secano y ganadería. Antiguamente había varias fábricas de tejas, actualmente desaparecidas.

## Lugares de interés
- Iglesia de San Juan, de estilo gótico con elementos de estilo neoclásico.
- Capilla de Santa María de Vilademany, de estilo románico.
- Casa de los Templarios.